# 엣지 오브 투모로우
《엣지 오브 투모로우》(Live. Die. Repeat.:Edge of Tomorrow)는 2014년 공개된 미국의 SF 액션 영화이다. 사쿠라자카 히로시의 일본 소설 《All You Need Is Kill》를 원작으로 더그 라이먼이 연출하고 톰 크루즈, 에밀리 블런트가 출연했다.

## 줄거리
대학때 자기손으로 차린 광고회사가 망하고 군대의 홍보장교가 된 빌 케이지. 그는 홍보를 통해 수많은 젊은이들을 군인으로 끌어들였다. 그러던 도중 런던으로 호출을 받았고 직접 전쟁터에 나가 홍보를 하라는 명령을 받는다. 직접 전쟁에 참전할 생각은 추호도 없었던 빌은 거절하려고 했지만, 이미 직속상관은 바뀌었고 현 직속상관이 된 장군을 협박하고 꽁무니 빼는 빌에게 장군은 체포명령을 내린다.
빌이 정신을 차린 곳은 전쟁이 시작되기 전날의 영국 히스로우(Heathrow) 군부대였다. 결국 다음날 전쟁터에서 어이없게 외계생물체에게서 죽게된다.
빌이 눈을 깼을 때는 처음 군부대로 실려갔던 그장소 그날이다. 똑같은 사람이 자신을 발로 차서 깨웠고 또다시 만난 파렐상사는 또다시 똑 같은 말을 한다. 빌은 반복해서 J스쿼드 소속으로 갔고, 또 수송선 폭발을 겪었으며 또 죽었다. 빌의 시간은 어제(tomorrow)에서 계속 반복되고 있었던 것이다.

## 플롯
단 하나의 목적을 위해 수없는 반복을 거듭한다. 한편 이러한 맥락을 유지하기 위해 시간은 '죽는다'는 설정을 통해 과거인 어제의 '삶'으로 계속해서 리셋된다. 그러나 죽음으로 그 목적을 달성한 순간 진정으로 원했던 단 하나의 삶은 무엇이었던가?라는 질문의 끝에 도달하게 된다.

## 배역
- 톰 크루즈 - 윌리엄 "빌" 케이지 소령 역
- 에밀리 블런트 - 리타 브라타스키 하사 역
- 빌 팩스턴 - 패럴 상사 역
- 브렌던 글리슨 - 브리검 대장 역
- 킥 거리 - 그리프 역
- 토니 웨이 - 키멀 역
- 드라고미르 므르시치 - 쿤츠 역
- 샬럿 라일리 - 낸스 역
- 조너스 암스트롱 - 스키너 역
- 프랜즈 드러메이 - 포드 역
- 하네다 마사요시 - 다케다 역
- 노아 테일러 - 카터 박사 역

## 사운드트랙
- Love me again[1]